# Мет Мак-Квін
Меттью «Мет» Мак-Квін (англ. Matthew McQueen; 18 травня 1863, Гартхілл, Шотландія — 28 вересня 1944, Ліверпуль, Англія) — шотландський футболіст і тренер.

## Клубна кар'єра
Народився у шотландському місті Гартхілл. Меттью розпочав ігрову кар'єру у місцевому клубі «Вест Бенхар». Грав за «Літ Атлетік» (двічі) і «Гарт оф Мідлотіан» перед тим, як підписати контракт з «Ліверпулем» у 1892 році. Дебютував 29 жовтня 1892 року на стадіоні Енфілд у другому раунді кубка Англії проти Ньютауна. Перший гол забив 3 грудня того ж року у матчі проти Флітвуда Рейнджерса (7:0).

## Кар'єра у збірній
Мак-Квін двічі виступав за збірну Шотландії; обидва рази він грав за «Літ». Його дебют відбувся 22 березня 1890 року в матчі чемпіонату Великої Британії в Андервуд Парку, Пейслі, в якому шотландці здобули перемогу над Уельсом (5:0).

## Кар'єра тренера
Мак-Квін тимчасово очолив команду на початку 1923 року, коли Девід Ешворт подав у відставку, щоб очолити «Олдем». Це було несподівано, оскільки Ешворт привів «Червоних» до чемпіонства в попередньому сезоні, і вони були на шляху до чергового чемпіонства, коли він пішов. Він не лише довів клуб до успішного захисту чемпіонського трофея Першого дивізіону, але й залишався в кріслі тренера протягом п'яти років, хоча йому було майже 60 років, коли його попросили очолити команду. Коли Мет очолив «Енфілд», він став першим колишнім гравцем, який очолив клуб.
Перед тим, як піти у відставку, Мак-Квін зробив одне з найважливіших придбань «Ліверпуля» — підписав південноафриканця Гордона Ходжсона, результативного нападника, який забив майже 250 голів за клуб менш ніж за 400 матчів.
Під час скаутської місії в Шеффілді Маккуїн потрапив у дорожньо-транспортну пригоду і втратив ногу. Його здоров'я залишалося слабким, що врешті-решт призвело до того, що він пішов у відставку в лютому 1928 року, живучи на Кемлін Роуд біля стадіону Енфілд; фактично, трибуна Centenary Stand зараз покриває місце, де колись стояв будинок Мак-Квіна. Він залишався частим і популярним відвідувачем клубу до кінця свого життя. Помер у віці 81 року у вересні 1944 року.

## Нагороди та досягнення

### Як гравець
«Ліверпуль»
- Чемпіон другого дивізіону Футбольної ліги (2): 1894, 1896.

### Як тренер
«Ліверпуль»
- Чемпіон першого дивізіону Футбольної ліги : 1923.